# Distretto di Kohi Safi
Il distretto di Kohi Safi è un distretto dell'Afghanistan appartenente alla provincia del Parvan.